# Remaster gourdoni
Remaster gourdoni is een zeester uit de familie Korethrasteridae.
De wetenschappelijke naam van de soort werd in 1912 gepubliceerd door René Koehler.